# Klaud N9JN
Klaud N9JN – album studyjny polskiego rapera VNM-a. Wydawnictwo ukazało się 15 maja 2015 roku nakładem wytwórni płytowej Prosto.
Produkcji nagrań podjęli się Du:it, SoDrumatic, Deemz, B.Melo, DrySkull, Czarny HIFI, Sherlock oraz 7inch. Gościnnie w nagraniach wzięły udział Sylwia Dynek, członkini chóru Sound’n’Grace, Anna Karwan, Kamila Bagnowska oraz Klaudia Szafrańska, znana z występów w duecie Xxanaxx.
Album dotarł do 2. miejsca polskiej listy przebojów – OLiS i uzyskał status złotej płyty.

## Lista utworów
Opracowano na podstawie materiału źródłowego.
1. „Dziewiąta chmura” (produkcja: Du:it) – 3:14
2. „Skalpel” (produkcja: SoDrumatic) – 4:17
3. „Druga” (gościnnie: Sylwia Dynek, produkcja: Deemz) – 5:10
4. „HopeUKnow” (produkcja: Du:it) – 3:02
5. „REM” (produkcja: B.Melo) – 4:33
6. „Izolacja” (gościnnie: Anna Karwan, produkcja: B.Melo) – 3:38
7. „Kent stej” (produkcja: DrySkull) – 3:33
8. „Zmora” (produkcja: SoDrumatic) – 4:25
9. „Chcę to widzieć” (produkcja: B.Melo) – 3:55
10. „Barman” (produkcja: Czarny HIFI) – 3:40
11. „Zagłusz mnie” (produkcja: Sherlock) – 4:10
12. „Najtaut” (gościnnie: Kamila Bagnowska, produkcja: 7inch) – 3:17
13. „Mirror ErroR” (gościnnie: Klaudia Szafrańska, produkcja: Dryskull) – 5:16

| Edycja limitowana |
| --- |
| 1. „Dziewiąta chmura” (produkcja: Du:it) – 3:14 2. „Skalpel” (produkcja: SoDrumatic) – 4:17 3. „Druga” (gościnnie: Sylwia Dynek, produkcja: Deemz) – 5:10 4. „HopeUKnow” (produkcja: Du:it) – 3:02 5. „REM” (produkcja: B.Melo) – 4:33 6. „Izolacja” (gościnnie: Anna Karwan, produkcja: B.Melo) – 3:38 7. „Kent stej” (produkcja: DrySkull) – 3:33 8. „Zmora” (produkcja: SoDrumatic) – 4:25 9. „Chcę to widzieć” (produkcja: B.Melo) – 3:55 10. „Barman” (produkcja: Czarny HIFI) – 3:40 11. „Zagłusz mnie” (produkcja: Sherlock) – 4:10 12. „Najtaut” (gościnnie: Kamila Bagnowska, produkcja: 7inch) – 3:17 13. „Mirror ErroR” (gościnnie: Klaudia Szafrańska, produkcja: Dryskull) – 5:16 14. „Fan 3” (produkcja: B.Melo) – 3:40 15. „Linie” (produkcja: B.Melo) – 5:23 |